# Preisangabenverordnung
Die Preisangabenverordnung (PAngV) ist eine deutsche Verbraucherschutzverordnung, die, mit zwischenzeitlichen Änderungen, seit 1985 in Kraft ist. Sie bestimmt unter anderem, wie der Preis für das Anbieten von Waren oder Dienstleistungen im Verhältnis zum Endverbraucher anzugeben ist, sofern das Angebot gewerbs- oder geschäftsmäßig oder regelmäßig in sonstiger Weise erfolgt.

## Zweck
Zweck der Preisangabenverordnung ist es, durch eine sachlich zutreffende und vollständige Verbraucherinformation Preiswahrheit und Preisklarheit zu gewährleisten und durch optimale Preisvergleichsmöglichkeiten die Stellung der Verbraucher gegenüber Handel und Gewerbe zu stärken und den Wettbewerb zu fördern.
Die Preisangabenverordnung ordnet unter anderem an, dass Preise gegenüber Letztverbrauchern immer einschließlich der Umsatzsteuer und sonstiger Preisbestandteile anzugeben sind (Endpreise). Die bloße Angabe von Nettopreisen – auch mit Zusätzen wie „zzgl. der gesetzlichen Mehrwertsteuer“ – gegenüber Letztverbrauchern ist somit unzulässig. Des Weiteren sind in vielen Fällen Grundpreise anzugeben, wie sie etwa aus dem Lebensmittelregal im Supermarkt bekannt sind, wo neben den Endpreisen der Waren auch die Preise, umgerechnet auf die jeweils übliche Grundeinheit (Liter, Kilogramm, Meter etc.), angegeben sind.
Bei Online-Angeboten ergibt sich aus der Preisangabenverordnung die Verpflichtung zur Angabe, dass die Umsatzsteuer im Preis enthalten ist und in welcher Höhe noch Versandkosten hinzukommen (§ 6 Abs. Nr. 2 PAngV).
Die Vorschriften der Preisangabenverordnung sind dazu bestimmt, im Interesse der Marktteilnehmer das Marktverhalten zu regeln. Aus diesem Grunde stellt ein Verstoß gegen die Preisangabenverordnung in aller Regel auch einen Verstoß gegen das Gesetz gegen den unlauteren Wettbewerb (UWG) dar (§ 3 Abs. 1 und § 3a UWG). Dies kann unter anderem durch Konkurrenten, Verbände zur Förderung der gewerblichen Interessen seiner Mitglieder oder durch Verbraucherschutzverbände verfolgt werden. Zusätzlich geht ein Verstoß gegen die Preisangabenverordnung häufig auch mit einem Verstoß gegen das aus § 5 UWG folgende Verbot der irreführenden Werbung einher. Bei Verstößen gegen die Preisangabenverordnung kommen außerdem Ordnungsgelder in Höhe von bis zu 25.000 Euro in Betracht, § 3 Abs. 2 Wirtschaftsstrafgesetz.
In der Preisangabenverordnung wird auch die Preisauszeichnung geregelt. So besagt § 10 der Verordnung, dass in Regalen ausgestellte Ware mit einem Preis versehen werden muss. Eine unverbindliche Preisempfehlung ist dem Händler bei dieser Art von ausgestellter Ware nicht erlaubt. Damit sollen die Preiswahrheit und die Preisklarheit gewährleistet werden.
Kreditinstitute
Ferner werden die Kreditinstitute durch die Preisangabenverordnung verpflichtet, in Angeboten und Darlehensverträgen / Kreditverträgen alle relevanten Preise (Zinsen) beziehungsweise Kosten (Finanzierungskosten) aufzuführen. Zusätzlich muss im Privatkundengeschäft auch der Effektivzinssatz für die Vergleichbarkeit von Finanzierungen angegeben sein.
Dazu schreibt die Anlage zu § 16 PAngV für Verbraucherdarlehen (gemäß § 491 BGB) eine Gleichung zur Bestimmung des effektiven Jahreszinses vor, die im Kreditwesen auch auf andere Kreditarten freiwillig angewandt werden kann. Die Gleichung stellt den Barwert der Auszahlungen (Darlehensauszahlungen) und den Barwert der Einzahlungen (Tilgungen, Kreditzinsen und Nebenkosten) gegenüber:
{\displaystyle \sum _{k=1}^{m}C_{k}(1+X)^{-t_{k}}=\sum _{l=1}^{m'}D_{l}(1+X)^{-s_{l}}}.
Diese Gleichung zur Ermittlung des effektiven Jahreszinses drückt auf jährlicher Basis die rechnerische Gleichheit zwischen der Summe der Gegenwartswerte der in Anspruch genommenen Verbraucherdarlehens-Auszahlungsbeträge einerseits und der Summe der Gegenwartswerte der Rückzahlungen (Tilgung, Zinsen und Verbraucherdarlehenskosten) andererseits aus. 
In der Gleichung ist 
{\displaystyle X}: der effektive Jahreszins;
{\displaystyle m}: die laufende Nummer des letzten Auszahlungsbetrages;
{\displaystyle k}: die laufende Nummer eines Auszahlungsbetrages, wobei {\displaystyle 1\leq k\leq m} ist;
{\displaystyle C_{k}}: die  Höhe des Verbraucherdarlehens-Auszahlungsbetrags mit der Nummer {\displaystyle k};
{\displaystyle t_{k}}: der in Jahren oder Jahresbruchteilen ausgedrückte Zeitraum zwischen der ersten Verbraucherdarlehensvergabe und dem Zeitpunkt der einzelnen nachfolgenden in Anspruch genommenen Verbraucherdarlehens-Auszahlungsbeträge, wobei {\displaystyle t_{1}=0};
{\displaystyle m'}: die laufende Nummer der letzten Tilgungs-, Zins- oder Kostenzahlung;
{\displaystyle l}: die laufende Nummer einer Tilgungs-, Zins- oder Kostenzahlung;
{\displaystyle D_{l}}: der Betrag einer Tilgungs-, Zins- oder Kostenzahlung;
{\displaystyle s_{l}}: der in Jahren oder Jahresbruchteilen ausgedrückte Zeitraum zwischen dem Zeitpunkt der Inanspruchnahme des ersten Verbraucherdarlehens-Auszahlungsbetrags und dem Zeitpunkt jeder einzelnen Tilgungs-, Zins- oder Kostenzahlung.
Zugrunde gelegt werden für ein Jahr 365 Zinstage (bzw. für ein Schaltjahr 366 Tage), 52 Wochen oder 12 Standardmonate. Ein Standardmonat hat 30,41666 Tage (also 365/12), unabhängig davon, ob es sich um ein Schaltjahr handelt oder nicht.